# Grand Prix-wegrace van Brazilië 1988
De Grand Prix-wegrace van Brazilië 1988 was de vijftiende en laatste Grand Prix van het wereldkampioenschap wegrace in het seizoen 1988. De races werden verreden op 18 september 1988 op het Autódromo Internacional de Goiânia nabij Goiânia in Goiás, Brazilië. Alleen de 250cc-klasse en de 500cc-klasse kwamen aan de start. In deze Grand Prix werd de wereldtitel in de 250cc-klasse beslist. De titel in de 500cc-klasse was al eerder beslist. 

## Algemeen
De organisatie van de Braziliaanse Grand Prix leed onder het wegvallen van de Grand Prix van Argentinië, want ze zouden samen garant staan voor een groot deel van de reiskostenvergoeding van de teams en rijders. Ondanks het feit dat de IRTA en een aantal sponsors extra geld inlegden, bleef men zitten met een tekort van ca. 250.000 dollar, 40% meer dan begroot. Dat kon door het publiek niet worden opgebracht. De Brazilianen waren niet zo kapitaalkrachtig en daar droeg de inflatie van 1% per dag ook aan bij. Daarom had men de entreekosten beperkt tot (omgerekend) ongeveer 14 Euro, maar het circuit lag ver van de grote steden São Paulo en Rio de Janeiro en er waren dan ook niet meer dan 10.000 toeschouwers. Coureurs en teams stonden welwillend tegenover de organisatie, die niet alles goed deed, maar tenminste probeerde een goede Grand Prix over de bühne te brengen. Dat was een groot verschil met de GP van Venezuela en de GP van Argentinië, waar men te maken kreeg met corrupte douanebeambten, overboekte hotels, diefstallen en slechte circuits. Men nam dan ook genoegen met de gebrekkige tijdwaarneming en het vele publiek dat tot het middenterrein en het rennerskwartier kon doordringen. 

## 500cc-klasse
De 500cc-klasse reed feitelijk om des keizers baard. De eerste drie posities in het wereldkampioenschap stonden al vast: Eddie Lawson, Wayne Gardner en Wayne Rainey. 

### De training
Slechts twintig coureurs namen deel aan de Braziliaanse 500cc-race. Omdat het eigenlijk nergens meer om ging reed men in de trainingen niet op het scherp van de snede; alleen Christian Sarron maakte een valpartij mee. De Dunlop-rijders Wayne Rainey en Kevin Magee konden niet uit de voeten op de warme baan en zij stonden op de zevende en de achtste startplaats. Omdat er van de tijdwaarneming niet veel klopte stond Ron Haslam met zijn ELF op de vierde startplaats. Hij was in werkelijkheid een seconde langzamer geweest.

#### Trainingstijden
| Pos | Coureur             | Merk                        | Tijd    |
| --- | ------------------- | --------------------------- | ------- |
| 1.  | Wayne Gardner       | Rothmans-HRC-Honda          | 1"26'93 |
| 2.  | Eddie Lawson        | Agostini-Marlboro-Yamaha    | 1"26'97 |
| 3.  | Kevin Schwantz      | Pepsi-Suzuki                | 1"27'19 |
| 4.  | Ron Haslam          | ELF-HRC-Honda               | 1"27'44 |
| 5.  | Christian Sarron    | Gauloises-Sonauto-Yamaha    | 1"27'81 |
| 6.  | Pierfrancesco Chili | Gallina-HB-HRC-Honda        | 1"27'89 |
| 7.  | Wayne Rainey        | Roberts-Lucky Strike-Yamaha | 1"27'93 |
| 8.  | Kevin Magee         | Roberts-Lucky Strike-Yamaha | 1"27'99 |
| 9.  | Randy Mamola        | Cagiva                      | 1"28'02 |
| 10. | Didier de Radiguès  | Marlboro-Yamaha             | 1"29'04 |

### De race
Bij de start nam Eddie Lawson aanvankelijk de leiding, maar in de zesde ronde werd hij gepasseerd door Kevin Schwantz. Wayne Gardner had een slechte start, maar toen hij na enkele ronden aansloot en uiteindelijk in de buurt van Lawson kwam, ging die Schwantz weer voorbij en hij won de race. Ook Gardner wist Schwantz nog te passeren.

#### Uitslag 500cc-klasse
| Pos | Coureur                      | Merk                        | Ronden | Tijd      | Grid | Punten |
| --- | ---------------------------- | --------------------------- | ------ | --------- | ---- | ------ |
| 1   | Eddie Lawson                 | Agostini-Marlboro-Yamaha    | 32     | 47"06'32  | 2    | 20     |
| 2   | Wayne Gardner                | Rothmans-HRC-Honda          | 32     | +13'36    | 1    | 17     |
| 3   | Kevin Schwantz               | Pepsi-Suzuki                | 32     | +21'35    | 3    | 15     |
| 4   | Niall Mackenzie              | Gallina-HB-HRC-Honda        | 32     | +24'12    | 10   | 13     |
| 5   | Christian Sarron             | Gauloises-Sonauto-Yamaha    | 32     | +24'24    | 4    | 11     |
| 6   | Kevin Magee                  | Roberts-Lucky Strike-Yamaha | 32     | +24'28    | 7    | 10     |
| 7   | Pierfrancesco Chili          | Gallina-HB-HRC-Honda        | 32     | +1"13'10  | 5    | 9      |
| 8   | Rob McElnea                  | Pepsi-Suzuki                | 32     | +1"14'85  | 12   | 8      |
| 9   | Didier de Radiguès           | Agostini-Marlboro-Yamaha    | 32     | +1"23'30  | 9    | 7      |
| 10  | Patrick Igoa                 | Gauloises-Sonauto-Yamaha    | 31     | +1 ronde  | 14   | 6      |
| 11  | Fabio Barchitta              | Katayama-ELF-HRC-Honda      | 31     | +1 ronde  | 15   | 5      |
| 12  | Fernando González de Nicolás | Honda                       | 29     | +3 ronden | 20   | 4      |
| 13  | Donnie McLeod                | Honda                       | 26     | +6 ronden | 19   | 3      |

#### Niet gefinished
| Coureur           | Merk                        | Ronden | Oorzaak        | Grid |
| ----------------- | --------------------------- | ------ | -------------- | ---- |
| Wayne Rainey      | Roberts-Lucky Strike-Yamaha | 24     | Lekke voorband | 6    |
| Ron Haslam        | ELF-HRC-Honda               | 19     |                | 11   |
| Bruno Kneubühler  | Honda                       | 17     |                | 18   |
| Randy Mamola      | Cagiva                      | 14     | Val            | 8    |
| Alessandro Valesi | Honda                       | 8      |                | 17   |
| Roger Burnett     | Rothmans-HRC-Honda          | 3      | Val            | 13   |
| Marco Gentile     | Fior-Marlboro-Yamaha        | 1      | Val            | 16   |

#### Niet deelgenomen
| Coureur           | Merk               | Oorzaak  |
| ----------------- | ------------------ | -------- |
| Raymond Roche     | Cagiva             | Blessure |
| Shunji Yatsushiro | Rothmans-HRC-Honda | Blessure |
| Tadahiko Taira    | Tech 21-Yamaha     | Gezin    |
| Malcolm Campbell  | ELF-Honda          |          |
| Gustav Reiner     | Hein Gericke-Honda | [ 4 ]    |
| Manfred Fischer   | Hein Gericke-Honda | [ 4 ]    |
| Maarten Duyzers   | HDJ-Honda          | [ 4 ]    |
| Peter Lindén      | Honda              | [ 4 ]    |
| Daniel Amatriaín  | Honda              | [ 4 ]    |
| Steve Manley      | Suzuki             | [ 4 ]    |
| Fabio Biliotti    | Honda              | [ 4 ]    |
| Rachel Nicotte    | Chevallier-Honda   | [ 4 ]    |
| Massimo Broccoli  | Cagiva             | [ 4 ]    |
| Andreas Leuthe    | Suzuki             | [ 4 ]    |

### Top tien eindstand 500cc-klasse
| Pos. | Coureur             | Team/merk                   | Punten |
| ---- | ------------------- | --------------------------- | ------ |
| 1    | Eddie Lawson        | Agostini-Marlboro-Yamaha    | 252    |
| 2    | Wayne Gardner       | Rothmans-HRC-Honda          | 229    |
| 3    | Wayne Rainey        | Roberts-Lucky Strike-Yamaha | 189    |
| 4    | Christian Sarron    | Gauloises-Sonauto-Yamaha    | 149    |
| 5    | Kevin Magee         | Roberts-Lucky Strike-Yamaha | 138    |
| 6    | Niall Mackenzie     | HRC-Honda                   | 125    |
| 7    | Didier de Radiguès  | Agostini-Marlboro-Yamaha    | 120    |
| 8    | Kevin Schwantz      | Pepsi-Suzuki                | 119    |
| 9    | Pierfrancesco Chili | Gallina-HB-HRC-Honda        | 110    |
| 10   | Rob McElnea         | Pepsi-Suzuki                | 82     |

## 250cc-klasse
In de 250cc-klasse moest de wereldtitel nog beslist worden. Sito Pons (Honda) had zes punten voorsprong op Juan Garriga (Yamaha). Pons had echter een groot aantal merkgenoten die hem zouden kunnen helpen. Garriga had die steun niet, hij was de enige Yamaha-rijder die in de top mee kon draaien. Men verwachtte dat Yamaha hulp zou optrommelen, bijvoorbeeld van John Kocinski, die alleen in de Verenigde Staten reed, of van Toshihiko Honma, die 250cc-kampioen van Japan was geworden. In plaats daarvan gaf Yamaha een fabrieks-Yamaha YZR 250 aan Jean-Philippe Ruggia, die het met zijn productie- Yamaha TZ 250 tot de zevende plaats in de tussenstand had geschopt, en vertrouwde men op de steun van Martin Wimmer. Garriga had overigens van Honda-rijder Dominique Sarron niets te vrezen. Hij was geen vriend van Sito Pons en zonder officiële stalorders zou hij hem zeker niet helpen. 

### De training
In tegenstelling tot Sito Pons had Juan Garriga veel tijd nodig om de juiste afstelling voor het circuit te vinden. Jean-Philippe Ruggia wende snel aan zijn Yamaha YZR 250, maar maakte een flinke valpartij mee toen de machine vastliep. Ook hier klopte niet veel van de tijdwaarneming. Sito Pons wist zelf dat hij een seconde cadeau had gekregen en Luca Cadalora reed weliswaar dezelfde tijd als Garriga, maar later, waardoor hij reglementair achter Garriga had moeten staan. Garriga diende echter geen protest in omdat hij in elk geval op de eerste startrij stond. 

#### Trainingstijden
| Pos | Coureur              | Merk                     | Tijd    |
| --- | -------------------- | ------------------------ | ------- |
| 1.  | Dominique Sarron     | Rothmans-HRC-Honda       | 1"29'20 |
| 2.  | Sito Pons            | Campsa-HRC-Honda         | 1"29'30 |
| 3.  | Carlos Lavado        | HB-Venemotos-Yamaha      | 1"30'03 |
| 4.  | Luca Cadalora        | Agostini-Marlboro-Yamaha | 1"30'10 |
| 5.  | Juan Garriga         | Nieto-Ducados-Yamaha     | 1"30'10 |
| 6.  | Carlos Cardús        | Nieto-Ducados-HRC-Honda  | 1"30'30 |
| 7.  | Jochen Schmid        | Rothmans-HRC-Honda       | 1"30'35 |
| 8.  | Jean-Philippe Ruggia | Gauloises-Sonauto-Yamaha | 1"30'45 |
| 9.  | Reinhold Roth        | HB-HRC-Honda             | 1"30'55 |
| 10. | Loris Reggiani       | Aprilia-Rotax            | 1"30'84 |

### De race
De titelaspiraties van Juan Garriga eindigden al in de eerste bocht, nota bene door toedoen van merkgenoot Carlos Lavado. Die verremde zich waardoor Martin Wimmer moest uitwijken naar het gras. Wimmer tikte Garriga aan die ook het gras in moest, weliswaar terug de baan op kon rijden maar toen al op de zestiende plaats lag. Sito Pons kon zich nu beperken tot het lezen van de pitsignalen en de leiding van de race aan Luca Cadalora en Dominique Sarron laten. Lavado was op de baan gebleven en lag op de derde plaats, gevolgd door Reinhold Roth en Sito Pons. In de vijftiende ronde schoof Cadalora onderuit waardoor Sarron de race won, voor Lavado en Pons. Garriga had door de aanrijding een afgebroken uitlaat waardoor hij vermogen verloor, maar hij wist zich toch terug te vechten naar de vijfde plaats. 

#### Uitslag 250cc-klasse
| Pos | Coureur              | Merk                     | Tijd      | Grid | Punten |
| --- | -------------------- | ------------------------ | --------- | ---- | ------ |
| 1   | Dominique Sarron     | Rothmans-HRC-Honda       | 41"04'39  | 1    | 20     |
| 2   | Carlos Lavado        | HB-Venemotos-Yamaha      | +5'32     | 3    | 17     |
| 3   | Sito Pons            | Campsa-HRC-Honda         | +11'38    | 2    | 15     |
| 4   | Reinhold Roth        | HB-HRC-Honda             | +11'64    | 9    | 13     |
| 5   | Juan Garriga         | Nieto-Ducados-Yamaha     | +16'68    | 5    | 11     |
| 6   | Helmut Bradl         | Rothmans-HRC-Honda       | +18'34    | 13   | 10     |
| 7   | Carlos Cardús        | Nieto-Ducados-HRC-Honda  | +20'04    | 6    | 9      |
| 8   | Jean-Philippe Ruggia | Gauloises-Sonauto-Yamaha | +20'66    | 8    | 8      |
| 9   | Masahiro Shimizu     | Terra-HRC-Honda          | +30'46    | 14   | 7      |
| 10  | Jacques Cornu        | Parisienne-HRC-Honda     | +38'86    | 22   | 6      |
| 11  | Manfred Herweh       | Levior-Yamaha            | +1"01'47  | 16   | 5      |
| 12  | August Auinger       | Aprilia-Rotax            | +1"01'64  | 17   | 4      |
| 13  | Harald Eckl          | Römer-Aprilia-Rotax      | +1"01'79  | 15   | 3      |
| 14  | Stefano Caracchi     | Honda                    | +1"01'94  | 24   | 2      |
| 15  | Donnie McLeod        | 7Up-EMC-Rotax            | +1"09'03  | 21   | 1      |
| 16  | Urs Lüzi             | Honda                    | +1"15'60  | 26   |        |
| 17  | Luis Lavado          | Yamaha                   | +1"17'52  | 19   |        |
| 18  | Hans Becker          | Yamaha                   | +1"34'12  | 25   |        |
| 19  | Guy Bertin           | Yamaha                   | +1 ronde  | 23   |        |
| 20  | Jean Foray           | Yamaha                   | +1 ronde  | 18   |        |
| 21  | Alberto Puig         | Honda                    | +1 ronde  | 28   |        |
| 22  | Jean-François Baldé  | Defi-Rotax               | +1 ronde  | 27   |        |
| 23  | Eduardo Aleman       | Yamaha                   | +1 ronde  | 31   |        |
| 24  | Sergio Granton       | Yamaha                   | +2 ronden | 34   |        |
| 25  | Ricardo Blanco       | Yamaha                   | +3 ronden | 33   |        |

#### Niet gefinished
| Coureur              | Merk                     | Oorzaak    | Grid |
| -------------------- | ------------------------ | ---------- | ---- |
| Loris Reggiani       | Aprilia-Rotax            | Ontsteking | 10   |
| Alex Barros          | Fior-Rotax               |            | 29   |
| Jean-Michel Mattioli | Docshop-Yamaha           |            | 22   |
| Luca Cadalora        | Agostini-Marlboro-Yamaha |            | 4    |
| Thierry Rapicault    | Yamaha                   |            | 32   |
| Jochen Schmid        | Rothmans-HRC-Honda       |            | 7    |
| Eduardo Amen         | Yamaha                   |            | 35   |
| Ivan Troisi          | Yamaha                   |            | 30   |
| Martin Wimmer        | Fath-Hein Gericke-Yamaha | Val        | 11   |
| Bruno Casanova       | FMI-Aprilia-Rotax        |            | 20   |

#### Niet gekwalificeerd
| Coureur             | Merk           |
| ------------------- | -------------- |
| Francisco Incorvaia | Yamaha         |
| Paul Piloni         | JJ Cobas-Rotax |
| Alfredo Rios        | Yamaha         |

#### Niet deelgenomen
| Coureur           | Merk                        | Oorzaak |
| ----------------- | --------------------------- | ------- |
| Toni Mang         | Rothmans-HRC-Honda          | Gestopt |
| Paolo Casoli      | Pileri-AGV-Garelli          |         |
| John Kocinski     | Roberts-Lucky Strike-Yamaha |         |
| Jim Filice        | HRC-Honda                   |         |
| Engelbert Neumair | Aprilia-Rotax               | [ 4 ]   |
| Urs Jücker        | Yamaha                      | [ 4 ]   |
| Hermann Holder    | Yamaha                      | [ 4 ]   |
| Alan Carter       | Yamaha                      | [ 4 ]   |
| Gary Cowan        | Yamaha                      | [ 4 ]   |
| Massimo Matteoni  | Yamaha                      | [ 4 ]   |
| Iván Palazzese    | Yamaha                      | [ 4 ]   |
| Maurizio Vitali   | Gazzaniga-Rotax             | [ 4 ]   |
| Jean Foray        | Yamaha                      | [ 4 ]   |
| Kevin Mitchell    | Yamaha                      | [ 4 ]   |

### Top tien eindstand 250cc-klasse
| Pos. | Coureur              | Team/merk                | Punten |
| ---- | -------------------- | ------------------------ | ------ |
| 1    | Sito Pons            | Campsa-HRC-Honda         | 231    |
| 2    | Juan Garriga         | Nieto-Ducados-Yamaha     | 221    |
| 3    | Jacques Cornu        | Parisienne-HRC-Honda     | 166    |
| 4    | Dominique Sarron     | Rothmans-HRC-Honda       | 158    |
| 5    | Reinhold Roth        | HB-HRC-Honda             | 158    |
| 6    | Luca Cadalora        | Agostini-Marlboro-Yamaha | 136    |
| 7    | Jean-Philippe Ruggia | Gauloises-Sonauto-Yamaha | 104    |
| 8    | Toni Mang            | Rothmans-HRC-Honda       | 87     |
| 9    | Carlos Cardús        | Nieto-Ducados-HRC-Honda  | 71     |
| 10   | Masahiro Shimizu     | Terra-HRC-Honda          | 68     |

## Trivia

### ELF
Het was de laatste race van het merk ELF van Serge Rosset. Honda had de patenten van de onafhankelijke voor- en achterwielophanging gekocht en de achterwielophanging al op de markt gebracht als Pro Arm. Rosset kon nog wel blijven racen onder de vlag van sponsor Elf Aquitaine, maar niet meer met zijn eigen constructies. 
1987 · 1988 · 1989 · 1992